# Lacrime di madre
Lacrime di madre (Her Love Story) è un film muto del 1924 diretto da Allan Dwan.
La sceneggiatura di Frank W. Tuttle prende spunto da una storia breve della scrittrice Mary Roberts Rinehart, Her Majesty, the Queen, pubblicata in Temperamental People (New York, 1924)

## Trama
Principessa nello staterello balcanico di Viatavia, Marie è segretamente innamorata di Rudi, il capitano delle guardie. Suo padre combina per lei un matrimonio con il re di uno stato vicino, ma Marie - senza che nessun altro lo sappia - riesce a sposare l'amato Rudi, uniti in matrimonio da uno zingaro.
L'arciduca, che ignora il matrimonio, manda Rudi in esilio senza sapere che la figlia aspetta un bambino. Quando nasce il piccolo, Marie rivela il nome del padre: la sua punizione sarà quella di essere separata dal figlio e di venire segregata in un convento. Ma Rudi ritorna: a palazzo, i due sposi ritrovano il loro bambino e, tutti insieme, lasciano il paese per una vita migliore.

## Produzione
Il film fu prodotto dalla Famous Players-Lasky Corporation.
Venne girato nei Paramount Studios, al 5555 di Melrose Avenue, a Hollywood. Altre fonti riportano invece che le riprese furono effettuate negli studi Astoria di New York.

## Distribuzione
Distribuito dalla Paramount Pictures, il film - presentato da Jesse L. Lasky e Adolph Zukor - uscì nelle sale cinematografiche USA il 6 ottobre 1924. In Finlandia fu distribuito il 30 novembre 1925. In Danimarca, il titolo venne tradotto in Hendes Kærlighedshistorie, mentre in Spagna diventò Su primer amor e in Francia Larmes de reine o Les Larmes de la reine.

### Censura
In Italia, distribuito dalla Paramount, ottenne il visto di censura (approvato con riserva) numero 21074. il primo titolo della versione italiana, Lacrime di regina venne cambiato in Lacrime di madre. Alla versione di 2040 metri con il titolo Lacrime di regina venne negato il nulla osta per la rappresentazione in pubblico. Nella seconda parte di Lacrime di madre, venne soppressa "la scena in cui si vede l'Arciduca dare uno schiaffo al Capitano Carlo. (Maggio 1926)".